# 謝爾比 (印第安納州)
謝爾比（英語：Shelby）是位於美國印地安納州萊克縣的一個人口普查指定地區。

## 人口
根據2010年美國人口普查的數據，謝爾比的面積為3.33平方千米，當中陸地面積為3.33平方千米，而水域面積為0.00平方千米。當地共有人口539人，而人口密度為每平方千米161.86人。